# Bolimów

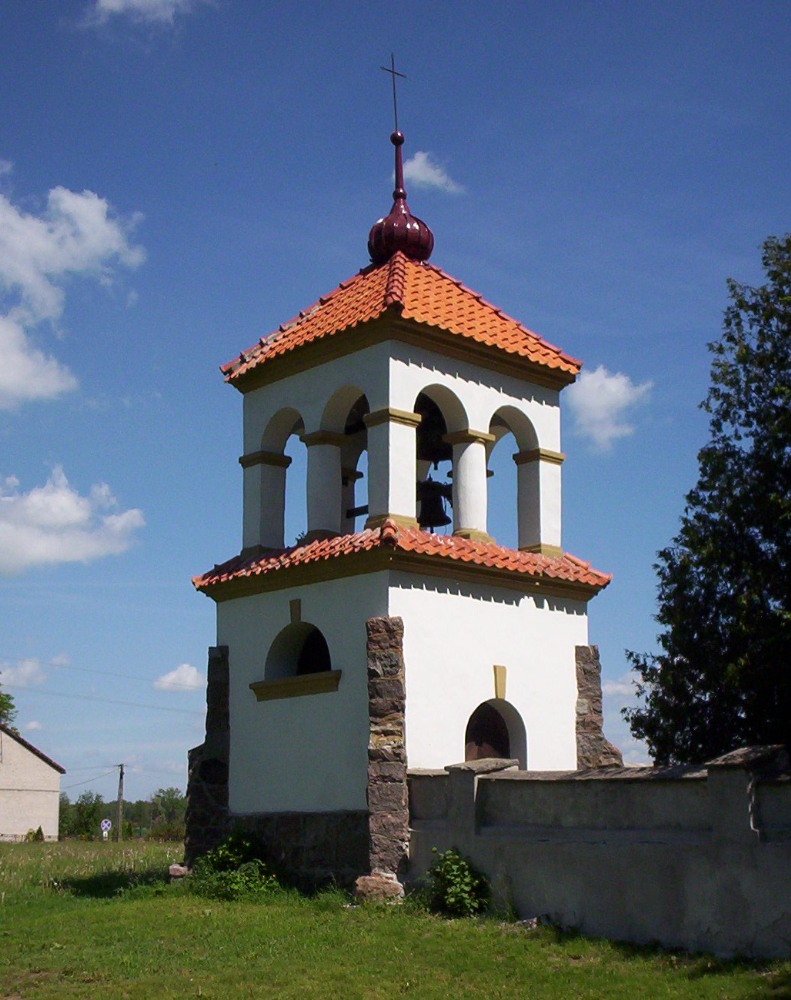
Dzwonnica

Bolimów – miasto w Polsce położone w województwie łódzkim, w powiecie skierniewickim, siedziba gminy Bolimów.
Założony jako miasto prywatne około 1370, potwierdzenie prawa chełmińskiego uzyskał w 1519. W 1792 jako miasto królewskie w starostwie bolimowskim w ziemi sochaczewskiej województwa rawskiego. W 1827 jako miasto rządowe Królestwa Kongresowego, położone było w powiecie sochaczewskim, obwodzie sochaczewskim województwa mazowieckiego.
W latach 1954–1972 wieś należała i była siedzibą władz gromady Bolimów. W latach 1975–1998 miejscowość administracyjnie należała do województwa skierniewickiego. W 2022 miejscowość odzyskała prawa miejskie.

## Historia
Jako miasto Bolimów wspominany był już w 1370 roku, jednak była to najprawdopodobniej lokacja nieudana, gdyż w późniejszych dokumentach figuruje jako wieś. Prawa miejskie nadał mu książę Siemowit V w latach 30. XV wieku. Po włączeniu Mazowsza do Korony Bolimów stał się miastem królewskim. Status miasta miejscowość utraciła w 1870.
Od 1773 roku w mieście zaczynają osiedlać się Żydzi. W 1794 roku liczba mieszkańców wyznania mojżeszowego wynosiła 33 osoby. Po powstaniu Chmielnickiego i wypędzeniach z Austrii liczba starozakonnych w mieście wzrasta. W 1800 roku mieszkało ich w Bolimowie 84. W związku ze wzrastającą liczbą Żydów, w Bolimowie została utworzona gmina żydowska. W 1827 roku mieszkało tutaj 233 Żydów (24%), w 1857 — 339 (30%). W 1878 roku w całej gminie żyło 505 Żydów, a w 1897 roku – 339 Żydów. Na początku XIX wieku wybudowano synagogę, zlokalizowaną naprzeciwko kościoła filialnego św. Anny. Około 1870 roku został założony cmentarz żydowski. W Bolimowie istniał Okręg Bóżniczy, do którego należeli Żydzi z Nieborowa i Kompiny. W latach 1860–1865 rabinem Bolimowa był Efraim-Boruch Engleman. Kolejnym znanym rabinem urzędującym tam był Dawid Silman (1904–1912).
Podczas I wojny światowej, w okresie od 18 grudnia 1914 do 17 lipca 1915, w pobliżu Bolimowa przebiegała linia frontu (stanowiącego część większych walk, tzw. bitwy nad Rawką), ciągnącego się wzdłuż Rawki i Bzury. Pod Bolimowem, 31 stycznia 1915 roku armia niemiecka po raz pierwszy użyła broni chemicznej. Pozycje rosyjskie zostały ostrzelane pociskami artyleryjskimi o symbolu T (T-stoff) wypełnionymi bromkiem ksylilu – środkiem wywołującym łzawienie, oraz pewną liczbą pocisków chemicznych o oznaczeniu „Ni” (niem. Nispulver) – wywołujących kichanie. Ze względu jednak na niską temperaturę powietrza (-3 °C) gaz ten nie parował, w związku z czym atak okazał się nieskuteczny.
Niespełna pół roku później, 31 maja 1915, miał miejsce największy na wschodnim teatrze działań wojennych atak gazowy. Wojska niemieckie, między Bolimowem a Sochaczewem, użyły przeciwko armii rosyjskiej 264 ton ciekłego chloru wypuszczonego z 12 tysięcy butli rozmieszczonych przed linią okopów rosyjskich. Ilość ta ponad dwukrotnie przewyższała ilość gazu użytą podczas ataku gazowego przeprowadzonego 22 kwietnia 1915 pod Ypres. W ciągu kilkunastu minut zginęło kilka tysięcy osób (dokładna liczba jest nie do ustalenia). Wielu zmarło w szpitalach wskutek zatrucia gazem. Łącznie niemiecki atak gazowy pozbawił życia blisko 11 tysięcy ludzi. Do lipca przeprowadzono jeszcze dwa ataki gazowe: 12 czerwca 1915 roku w rejonie wsi Żylin nad Bzurą oraz 6/7 lipca 1915 na odcinku Wola Szydłowiecka – Zakrzew, tu wiatr zepchnął chmurę gazową na żołnierzy niemieckiego 12 rezerwowego pułku piechoty i jeden z batalionów 228 rezerwowego pułku piechoty, powodując zatrucie 1200 żołnierzy, z czego około 350 zmarło.
Pamiątkami z tego okresu są dwa gongi pożarowe, wykonane z połówek butli po chlorze. Natomiast pod Bolimowem są liczne cmentarze wojenne (m.in. w: Kolonii Bolimowskiej Wsi, Wólce Łasieckiej, Joachimowie Mogiłach, Huminie).
W 1925 roku Żydzi prowadzili w Bolimowie 16 sklepów i 12 warsztatów rzemieślniczych.
W 1939 roku w mieście mieszkało 235 Żydów. Po zajęciu miasta przez Niemców, w marcu 1940 roku powołano Judenrat, którego przewodniczącym został Berek Mordka Man, a zastępcą – Zelek Poznański. 27 maja 1940 roku okupanci utworzyli getto dla Żydów. Początkowo było ono gettem otwartym, ale rozkazem z dnia 11 czerwca 1940 roku getto zostało zamknięte. Przed 11 czerwca dotarł transport Żydów przesiedlonych z Łowicza, a w późniejszym okresie ze Strykowa, Łodzi i Łowicza. Ogółem przez getto w Bolimowie przeszło ok. 1500 osób. W marcu 1941 roku wszyscy Żydzi z getta w Bolimowie zostali przesiedleni do getta warszawskiego a następnie wywiezieni do obozów zagłady. 11 Żydów, którzy pozostali do uprzątnięcia getta po jego likwidacji Niemcy zamordowali w Lasach Bolimowskich.

## Demografia
Dane z 31 grudnia 2023:
| Opis      | Ogółem | Ogółem | Kobiety | Kobiety | Mężczyźni | Mężczyźni |
| --------- | ------ | ------ | ------- | ------- | --------- | --------- |
| Jednostka | osób   | %      | osób    | %       | osób      | %         |
| Populacja | 900    | 100    | 434     | 48,22   | 466       | 51,78     |

## Zabytki
Według rejestru zabytków Narodowego Instytutu Dziedzictwa na listę zabytków wpisane są obiekty:
- Strefy ochrony konserwatorskiej (plac rynkowy z zabudową...), nr rej.: 792 z 10.08.1989
- Kościół parafialny pw. Świętej Trójcy, 1660–1667, nr rej.: R.96-VI-5 z 29.03.1949 oraz 107 z 15.08.1961
- Cmentarz rzymskokatolicki, Poświętne, XVII–XIX w., nr rej.: 938 z 10.11.1993
- Kościół filialny pw. św. Anny, 1635, nr rej.: R.97-VI-6 z 29.03.1949 oraz 108 z 15.08.1961
- Cmentarz rzymskokatolicki, ul. Skierniewicka, nr rej.: 939 z 19.11.1993
- Cmentarz żydowski w Bolimowie, nr rej.: 898 z 21.12.1992
- Dom, ul. Farna 14, drewniany, XVIII/XIX w., nr rej.: 101-VI-10 z 29.03.1949 i z 16.03.1961

## Bolimów w sztuce
- Książka Łazarz(inne języki) Wydawnictwo: Państwowy Instytut Wydawniczy, Data wydania: 1977-01-01, tłumacz : Julian Rogoziński[15]: W pierwszej części obszernie opowiada w wizji będącej formą majaczenia o użyciu przez Niemców trującego gazu w czasie I wojny światowej podczas fikcyjnej „bitwy pod Bolgako” w 1916 roku nad Wisłą — pierwsze użycie faktycznie mający miejsce podczas bitwy pod Bolimowem w styczniu 1915
- Film „Obłoki śmierci – Bolimów 1915” reżyseria Ireneusz Skruczaj, scenariusz Ireneusz Skruczaj, Piotr Jasiński, gatunek Fabularyzowany dokument, produkcja Polska, premiera 1 sierpnia 2020 (Światowa premiera) 5 listopada 2021 (Polska premiera kinowa)[16]

## Informacje dodatkowe
W kolekturze Totalizatora Sportowego w Bolimowie kupiono zwycięski los w Lotto. Szczęśliwa osoba, w dniu 22 września 2012 roku, wygrała 29 465 370 PLN i 60 groszy. Wygrana ta była czwartą co do wysokości w tej grze losowej.